# 瓦讷河 (约讷河支流)
瓦讷河（法語：Vanne，法語發音：[van]）是法国奥布省与约讷省的河流，是約訥河的右支流，长58.8千米。